# Rob Pronk

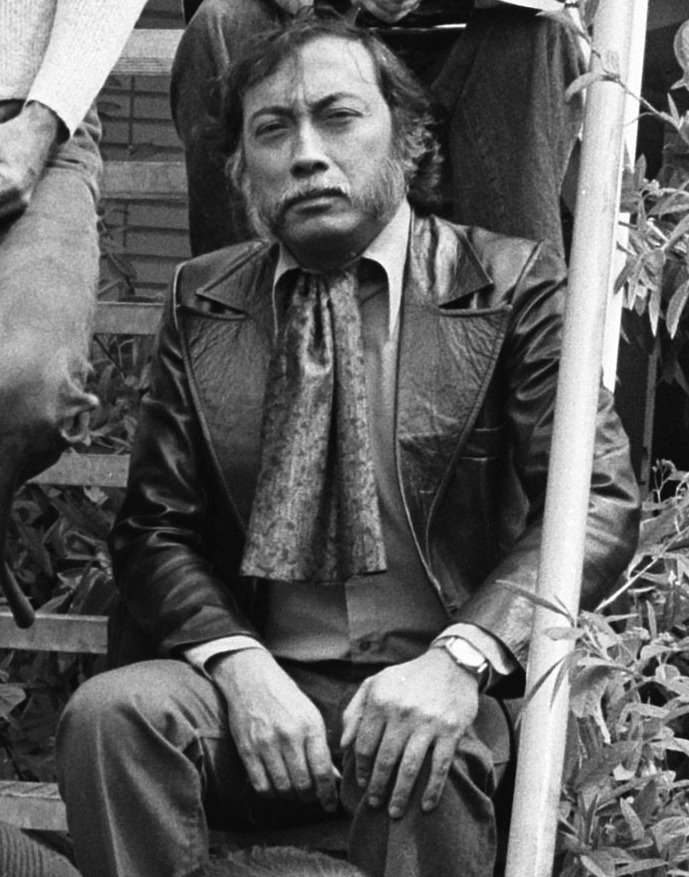
Rob Pronk (1975)

Robert „Rob“ Pronk (* 3. Januar 1928 in Malang, Java, Indonesien; † 6. Juli 2012 in München) war ein niederländischer Jazz-Bandleader, Arrangeur, Pianist und Komponist.

## Leben
Pronk ist indonesischer Herkunft. Sein Vater war Eisenbahningenieur. Schon als Kind war er von Jazzmusik fasziniert, nachdem er Duke Ellingtons Mood Indigo im Radio gehört hatte; Ellington blieb auch später sein Vorbild. Mit acht Jahren erhielt er ersten Klavierunterricht. Arrangieren lernte er in den Anfangsgründen von Jerry van Rooyen, dem er schon in Indonesien begegnete, wo dieser für die musikalische Truppenbetreuung unterwegs war, und später hauptsächlich autodidaktisch. 1947 ging er mit seinem Bruder Ruud, einem Schlagzeuger, nach Holland, wo er in Rotterdam Wirtschaftswissenschaften (mit einem Bachelorabschluss), anschließend aber am Koninklijk Conservatorium Den Haag Trompete, Klavier und Musiktheorie studierte. 1949 hatte er sein erstes Engagement auf einem Schiff im Rahmen eines Studenten-Austauschprogramms. Er spielte zunächst Schlagzeug in einer Swing-Band und wechselte dann zum Klavier. 1949 besuchte er mit den Brüdern Jerry und Ack van Rooyen New York, mit denen er auch danach in einem „Rob Pronk Boptet“ spielte und den in New York erlernten Modern Jazz vorstellte. 1951 war sein Boptet zeitweise vollständig in das Orchester von Ernst van’t Hoff integriert, mit dem er auf Spanien-Tournee ging. Im selben Jahr löste er sie auf und arbeitete in Hamburg im Orchester Alvino Garcia und 1952 mit Wally Bishop. Dann arbeitet er mit Toon van Vliet und Cab Kaye (1956 im Sextett) und trat 1955 mit Lars Gullin auf. Ende der 1950er Jahre spielte er als Trompeter im Kurt-Edelhagen-Orchester, wo er auch einer der Hauptarrangeure wurde (ab 1958). Dort arrangierte er auch bei einer Gelegenheit für Benny Carter. Ab den 1960er Jahren war er Arrangeur beim Metropole Orkest, für das er in mehr als 30 Jahren rund 1200 Arrangements schrieb. Von 1975 bis 1996 war er auch häufig Gastdirigent des Metropole Orkests. Er arrangierte auch zum Beispiel für die Big Band von Jerry van Rooyen (Aufnahme 1971). Seine Vorbilder beim Arrangieren waren dabei nach eigenen Worten Billy May, Bill Holman, Al Cohn, Quincy Jones und Gil Evans. Er lehrte Arrangement und Komposition am Konservatorium in Rotterdam.
Als Pianist begleitete er u. a. Dexter Gordon, Don Byas, Johnny Griffin, Conte Candoli (Aufnahme bei MPS 1975 mit Rosolino, Candoli), Zoot Sims, Frank Rosolino und Åke Persson (mit den drei Letztgenannten nahm er 1952 für die Plattenfirma Carousel in Stockholm auf). 1955 erschien bei Columbia eine Aufnahme mit eigenem Trio und 1956 war er an den Jazz behind the dikes-Aufnahmen beteiligt (Philips). 1957 nahm er mit Bud Shank und Gary Crosby für World Pacific auf. Für das schwedische Label Sonet nahm 1983 In Goodman´s Land mit Sylvia Vrethammar und Georgie Fame auf und 1988 für vier Gitarren arrangierte Basie-Titel (String Along with Basie). 1964 arrangierte er für Marlene Dietrich für EMI. Auch schrieb er die Arrangements für das Album Tatort – Die Songs von Manfred Krug und Charles Brauer.
1981 gewann er den Nordring-Radiopreis und 1988 den Blaupunkt Music Award.
Seine Schwester Babs Pronk (* 1929) war Jazzsängerin, die oft mit ihm auftrat, zum Beispiel in seinem Boptet in den 1950er Jahren und mit dem Kurt-Edelhagen-Orchester.